# Дядя Сем (фільм)
Дядя Сем (англ. Uncle Sam) — американський фільм жахів 1996 року.

## Сюжет
Коли труну з тілом загиблого під час операції «Буря в пустелі» солдата Сема Харпера доставляють в рідне місто, ніхто із земляків не висловлює особливої скорботи, крім дев'ятирічного племінника Джоді, який обожнював свого дядька Сема як героя. І ось, в День незалежності, 4 липня, труп героя оживає і починає безжальну помсту усім, хто поводиться непатріотично або просто «неправильно»: наприклад, він вбиває простого хлопця, який підглядає у вікно за оголеною дівчиною, а потім і саму дівчину, що вирішила покурити «травички». У боротьбу з Семом вступають Джоді, його паралізований товариш в інвалідному візку і покалічений ветеран Кувейту.

## У ролях
- Вільям Сміт — майор
- Девід «Шарк» Фралік — Сем Харпер
- Крістофер Огден — Джоді Бейкер
- Леслі Ніл — Саллі Бейкер
- Бо Хопкінс — сержант Твінінг
- Меттью Флінт — Філ
- Енн Тремко — Луїза Харпер
- Айзек Хейз — Джед Кроулі
- Тімоті Боттомс — містер Крандалл
- Тім Грімм — Ральф
- П.Дж. Соулз — Медж Кронін
- Том МакФедден — Мак Кронін
- Захарі МакЛемор — Баррі Кронін
- Морган Полл — мер
- Річард Каммінг мол. — Ден
- Роберт Форстер — Конгресмен Каммінгс
- Френк Пеше — Баркер
- Джейсон Адельман — Джессі